# 12 septembre 1971
Le dimanche 12 septembre 1971 est le 255e jour de l'année 1971.

## Naissances
- Atsuko Wakai, karatéka japonaise 6e dan, quadruple championne du monde de kata
- Chandra Sturrup, sprinteuse bahamienne
- Cyril Denis, bassiste français
- Dražen Bolić, footballeur serbe
- Fernando Sánchez Cipitria, joueur de football espagnol
- Gaëlle Bantegnie, écrivaine française
- Joe Addo, joueur et entraîneur de football ghanéen
- Nicole Leder, triathlète allemande
- Oscar Camenzind, coureur cycliste suisse
- Shocker, catcheur mexicain
- Terry Dehere, joueur américain de basket-ball
- Younès El Aynaoui, joueur de tennis marocain

## Décès
- Edgar Wind (né le 14 mai 1900), historien de l'art allemand
- Joseph-Ludger Fillion (né le 17 mai 1895), personnalité politique canadienne
- Walter Egan (né le 2 juin 1881), golfeur américain

## Événements
- Fin du championnat d'Islande de football
- Création du réseau de télévision canadien TVA